# 凱芝
凱芝（Safra A. Catz，1961年12月1日—）出生於以色列，是自2005年11月起甲骨文公司的財務長。她自2001年10月進入該公司的董事會，並自2004年1月起擔任董事長。2006年9月的富比士雜誌將薩夫拉選為世界上最有權力女性之一。她在2008年5月起出任滙豐控股非執行董事。